# Лосюв (остановочный пункт)
Лосюв (пол. Łosiów) — остановочный пункт в селе  Лосюв в гмине Левин-Бжеский, в Опольском воеводстве Польши. Бывшая промежуточная станция (по 2003 год). Имеет 2 платформы и 2 пути.
Остановочный пункт на железнодорожной линии Бытом — Ополе — Бжег — Вроцлав построен  в 1843 году, когда село Лосюв (нем. Lossen, Лоссен) было в составе Королевства Пруссия.